# Steady Company
Steady Company é um filme mudo norte-americano de 1915, do gênero drama, dirigido por Joe De Grasse e estrelado por Lon Chaney. O filme é agora considerado perdido.

## Elenco
- Pauline Bush - Nan Brenner
- Lon Chaney - Jimmy Ford
- Lydia Yeamans Titus - Sra. Ford